# フリーバード航空
フリーバード航空（フリーバードこうくう、Freebird Airlines）は、Gözen Holdingの子会社で、トルコの航空会社。主にヨーロッパ諸国に焦点を当てており、ハブ空港はアンタルヤ空港。

## 歴史
2000年に設立され、2001年4月5日に営業飛行を開始した。
2002年、トルコで最初の航空会社として営業を開始し、ISO 9001:2000認証を取得。2006年7月には、トルコのチャーター航空会社として初めて、国際航空運送協会 (IATA) が発行した IOSA (IATA Operational Safety Audit) 登録を取得した。
2019年にはフリーバード航空ヨーロッパというブランドを立ち上げ、EU内で路線を展開している。
当初はマクドネル・ダグラスMD-83型機3機で運航していたが、その後運航を拡大、2024年現在はエアバスA320型機14機を保有し、100以上の空港に就航している。2025年4月現在、ベトナムのLCCであるベトジェットエアへエアバスA320をウェットリースしており、ベトナムの国内線で運航中。

## 機材
| フリーバード航空の機材     | フリーバード航空の機材 | フリーバード航空の機材 | フリーバード航空の機材 |
| -------------------------- | ---------------------- | ---------------------- | ---------------------- |
| 会社                       | 機種                   | 累計数                 | 定員(エコノミー)       |
| フリーバード航空           | エアバスA320           | 11                     | 180                    |
| フリーバード航空ヨーロッパ | エアバスA320           | 3                      | 180                    |

14機目の、TC-FHFとして登録された航空機は、トルコ共和国の建国100周年を記念した特別塗装機で、尾翼を赤く塗装し、「100th Year」のロゴがデザインされた。

## 就航先
2025年2月最新
| トルコ側空港   | 就航先の国 | 就航先空港                   | 運航頻度 |              |
| -------------- | ---------- | ---------------------------- | -------- | ------------ |
| アンタルヤ空港 | イギリス   | ロンドン・ガトウィック空港   | 週1便    | エアバスA320 |
| アンタルヤ空港 | モルドバ   | キシナウ国際空港             | 不明     | エアバスA320 |
| アンタルヤ空港 | ドイツ     | フランクフルト空港           | 週1便    | エアバスA320 |
| アンタルヤ空港 | ドイツ     | ハンブルグ空港               | 週2便    | エアバスA320 |
| アンタルヤ空港 | ドイツ     | デュッセルドルフ空港         | 週5便    | エアバスA320 |
| アンタルヤ空港 | ドイツ     | ミュンヘン空港               | 週2-3便  | エアバスA320 |
| アンタルヤ空港 | ドイツ     | シュトゥットガルト空港       | 不明     | エアバスA320 |
| アンタルヤ空港 | ドイツ     | ニュルンベルク空港           | 不明     | エアバスA320 |
| アンタルヤ空港 | ドイツ     | ケルン・ボン空港             | 週1-3便  | エアバスA320 |
| アンタルヤ空港 | ドイツ     | ハノーファー空港             | 週1-2便  | エアバスA320 |
| アンタルヤ空港 | ドイツ     | フリードリヒスハーフェン空港 | 週1-2便  | エアバスA320 |
| ボドルム空港   | ドイツ     | ケルン・ボン空港             | 週2便    | エアバスA320 |